# Inter Gravissimas
Inter gravissimas es el nombre de una bula papal dictada por el Papa Gregorio XIII el 24 de febrero de 1582. Este documento reformó el calendario juliano y creó las bases de un nuevo calendario, llamado a partir de entonces «calendario gregoriano», que es ahora el que se usa ampliamente en todo el mundo.

## Descripción

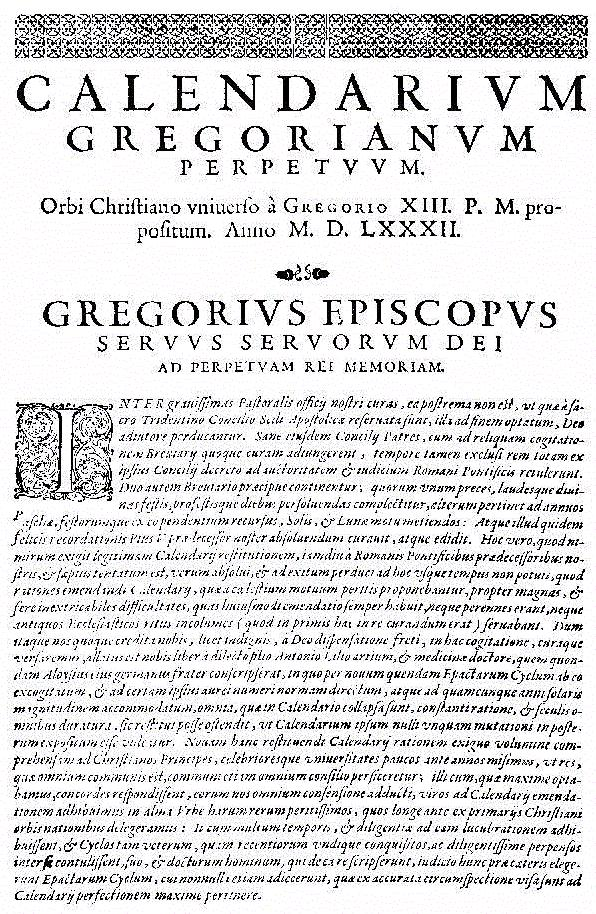
Bula Inter Gravissimas (1582)

La intención de esta Bula fue la de restaurar o perfeccionar el calendario anterior (el juliano, establecido por Julio César) de manera que el calendario en sí mismo no necesitara ninguna modificación o ajuste posterior.
El nombre de la bula proviene de las dos primeras palabras del texto de la misma.
Con esta bula se pone fin al empleo del calendario juliano en muchas partes de Europa sustituyéndolo con el calendario gregoriano, mucho más preciso, que vino a ser aceptado progresivamente en un buen número de países del mundo.
El ajuste del antiguo calendario para corregir el desfase creciente con el propio movimiento aparente del sol significó mover el punto vernal de Aries (es decir, el inicio de la primavera en el hemisferio norte) cerca del 21 de marzo (eliminando 10 días de diferencia con el calendario juliano) y haciendo coincidir el día de Pascua con el domingo siguiente a la luna llena del primer mes lunar después del inicio de la primavera, es decir, con el decimocuarto día del primer mes lunar de la primavera. Todo ello significaba ubicar el principio de la primavera en una fecha fija a lo largo del año, es decir, en el equinoccio de primavera para el hemisferio boreal. También la Pascua de Resurrección quedaría ubicada en una fecha predeterminada, aunque, al establecerla con relación al mes lunar, podría tener cierta variación cuya determinación resulta bastante compleja ().